# Tram d'acceleració de pólvora

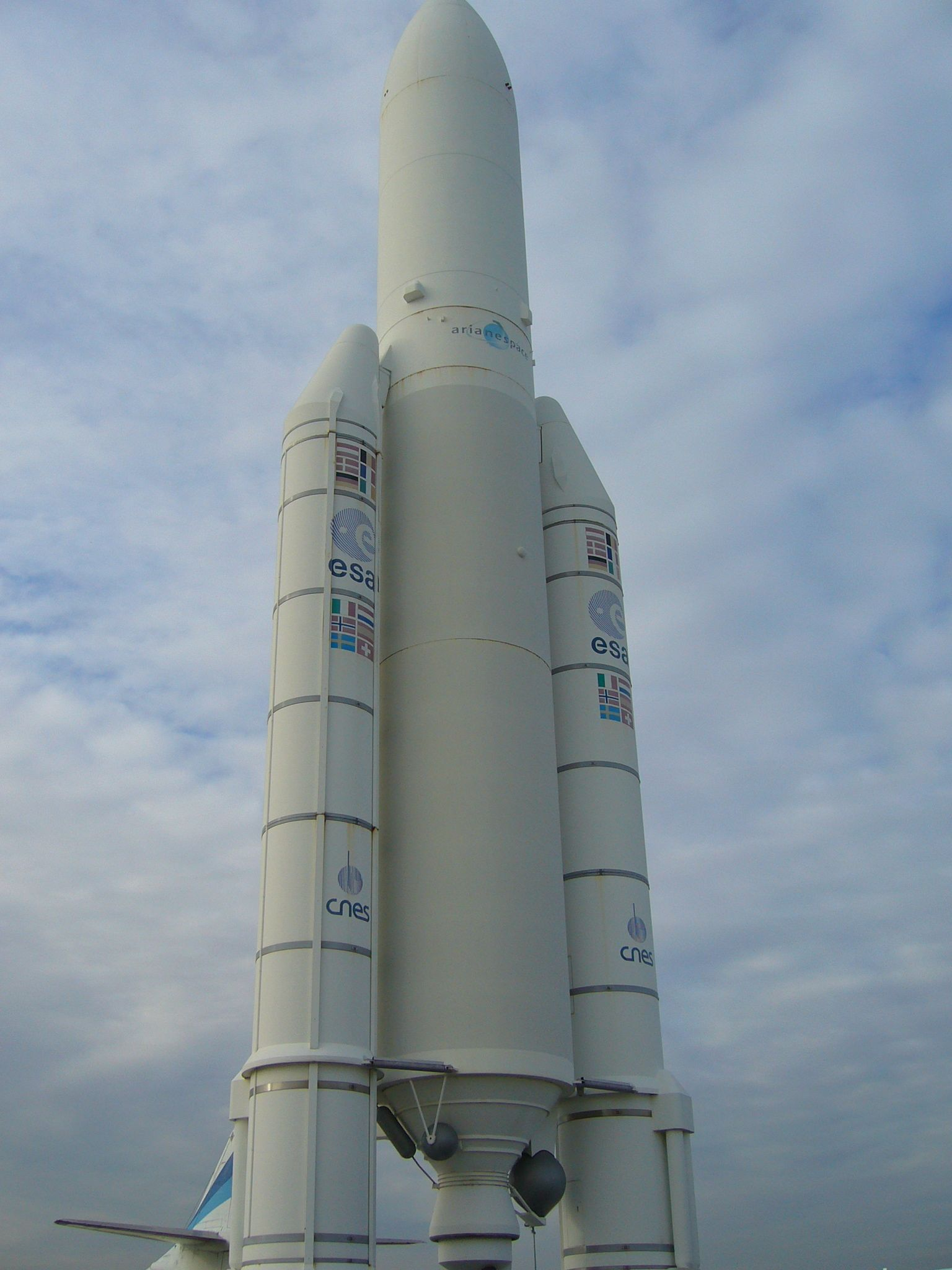
Coet Ariane 5 amb un tram d'acceleració de pólvora a cada banda del fuselatge principal.

Els trams d'acceleració de pólvora (EAP, del francès étage d'accélération à poudre) eren uns coets de combustible sòlid que proporcionaven el 90% de l'impuls al coet Ariane 5 durant la primera fase del vol, amb un empenyiment tota de 13,65 MN en el moment del llançament. Cada Ariane 5 tenia dos trams d'acceleració de pólvora, cadascun dels quals mesura més de 30 metres d'alçada i conté 237,8 tones de propergol.
Com en el transbordador espacial, el motor de coet criogènic s'encenia abans que els coets acceleradors sòlids. Aquests últims no s'encenien fins que s'havia estabilitzat l'empenyiment del motor Vulcain, i una vegada s'havien encès ja no era possible avortar el llançament.
Els trams d'acceleració de pólvora duraven aproximadament el mateix que els coets acceleradors sòlids del transbordador espacial, proporcionant empenyiment durant 123 segons. Quan han exhaurit el combustible (a 56 km d'altitud), se separen del coet gràcies a uns coets auxiliars i cauen a l'oceà. Tot i que existeix la possibilitat de recuperar-los, no es reutilitzen, i només se'ls rescata de tant en tant per estudiar-los. Per evitar que es malmetin en caure, porten un sistema de recuperació.
Cada EAP se subdividia en tres segments. El segment inferior mesura 11,1 metres de llarg i porta 106,7 tones de propel·lent; el central mesura 10,17 metres i conté 107,4 tones de propel·lent; i el segment superior en conté 23,4 tones. El combustible és una mescla d'un 68% de perclorat d'amoni, un 18% d'alumini i un 14% de polibutadiè. La combustió és iniciada per mitjà d'un dispositiu pirotècnic i s'estén pel propergol a una velocitat d'uns 7,4 mm/s, sent controlada per la tovera mòbil del coet, dirigida per servocomandaments hidràulics.

## Zones de producció
Els EAP eren provats al banc d'assajos dels acceleradors de pólvora (BEAP). Restaven emmagatzemats a l'edifici d'integració dels propulsors fins que se'ls preparava a l'edifici de preparació d'etapa (BPE) i eren muntats a l'edifici d'integració dels propulsors (BIP). Tots aquests edificis estan situats dins el complex del Centre Espacial de Kourou, a la Guaiana Francesa.
La fàbrica de propergol de Guaiana, gestionada per la companyia francoitaliana Regulus, és el lloc on es produeix el combustible sòlid que utilitzen els EAP. En realitat es tracta d'un conjunt de quaranta edificis repartits per 300 hectàrees de superfície.